# Суперионная проводимость
Суперионная проводимость — очень высокая ионная электропроводность в ионных кристаллах, сравнимая с электропроводностью жидких электролитов, основанная на легкой миграции ионов по всей кристаллической решётке.
Электропроводность суперионных проводников достигает значения порядка 1·10−1 Ом−1·см−1.
Суперионные проводники применяются в твердотельных топливных элементах, аккумуляторах и датчиках.